# غنويية (دشتاب)
غنوییة (بالفارسية: گنوییه) هي قرية تقع في إيران في قسم دشتاب الريفي.